# Pedopenna
Pedopenna („Peří na chodidle“) byl rod malého maniraptorního dinosaura z čeledi Anchiornithidae, žijící před asi 161,5 miliony let na území dnešní Číny (geologické souvrství Tchiao-ťi-šan). Tento opeřený teropod patřil mezi nejmenší známé neptačí dinosaury, jeho délka nepřekročila 0,6 až 1 metr a hmotnost zhruba 1 kilogram.

## Opeření
Pedopenna patří mezi známé a populární opeřené dinosaury. Na zadních nohách měl dobře vyvinutá pera dlouhá až 55 mm. Ta vykazují pokročilý vzhled (jsou asymetrická jako u dnešních ptáků) a tento dinosaurus tak představuje další podporu teorie o vzniku ptáků z maniraptorních dinosaurů.